# Lu e Cuccaro Monferrato
Lu e Cuccaro Monferrato är en kommun i provinsen Alessandria i regionen Piemonte i Italien. Kommunen hade 1 330 invånare (2022).
Kommunen Lu e Cuccaro Monferrato bildades den 1 februari 2019 genom en sammanslagning av de tidigare kommunerna Lu och Cuccaro Monferrato.